# Saint-Germain-sur-Meuse
Saint-Germain-sur-Meuse é uma comuna francesa na região administrativa de Grande Leste, no departamento de Meuse. Estende-se por uma área de 7,67 km². Em 2010 a comuna tinha 253 habitantes (densidade: 33 hab./km²).